# Hattusa

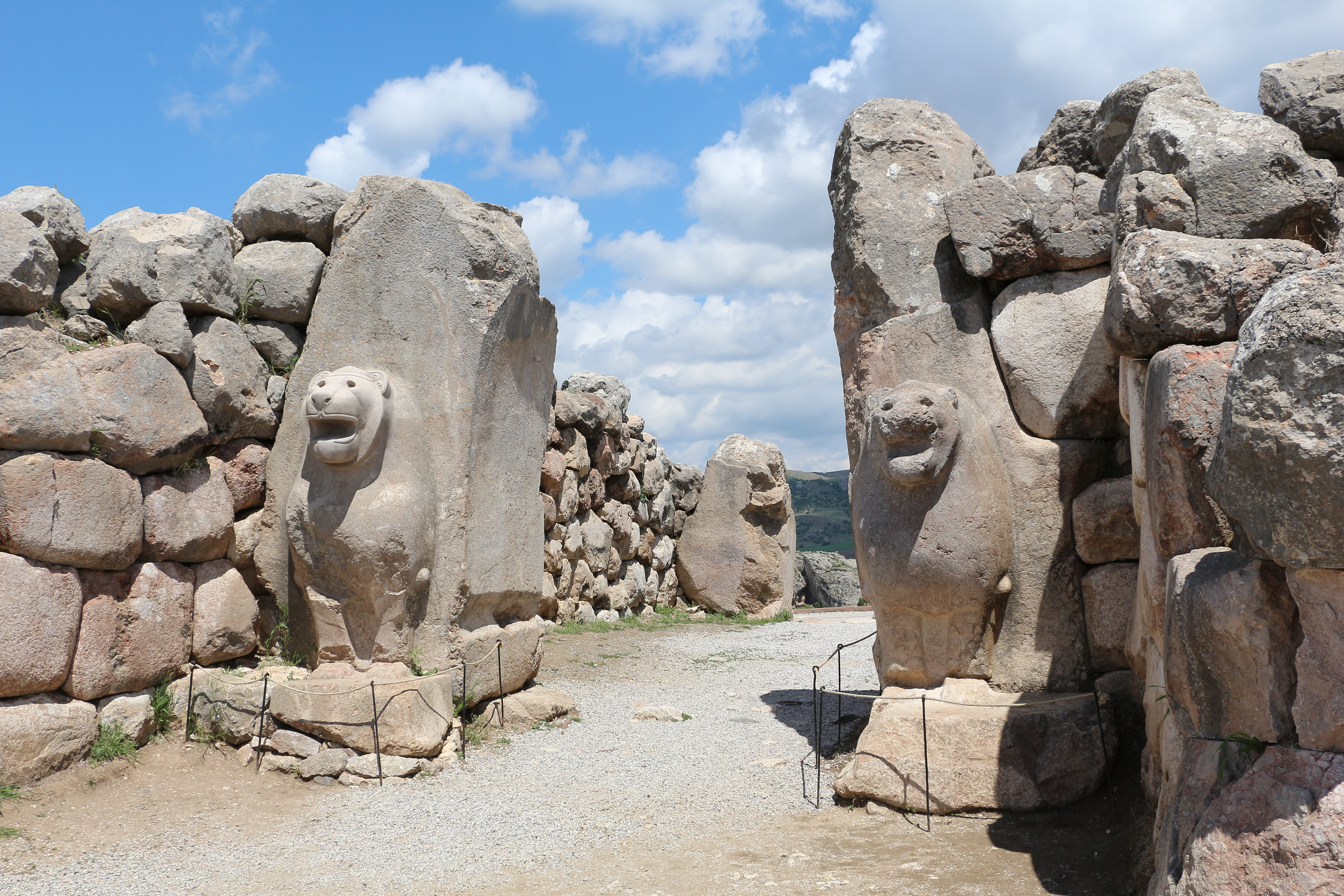
Lejonporten vid staden Hattusa, Turkiet. Detta var en av dess två stadsportar. Bågformen är typisk för hettitisk arkitektur.

Hattusa (även Hattusha, Hattusas och Hattush; på turkiska Hattuşaş) var huvudstad i Hettiterriket. Ruinerna är belägna ovanför den nutida byn Boğazköy i Turkiet, cirka 145 kilometer öst om Ankara i provinsen Çorum.

## Stadens historia
Utgrävningar har visat att platsen varit bebodd sedan 2000 f.Kr. eller tidigare. Ett par århundraden därefter grundade handelmän från Assyrien en handelsplats där, och de hade ett eget separat område i staden. Enligt legenden erövrades staden därefter av hettiternas första kung, Anitta. En av hans efterföljare, Hattusili I, gjorde Hattusa till huvudstad i Hettiterriket omkring 1600 f.Kr. och antog även sitt namn efter staden. Hattusa var sedan hettiternas huvudstad i 400 år och växte i storlek och betydelse. Hattusa förstördes under 1100-talet f.Kr. när Hettiterriket gick under. Senare uppfördes några frygiska byggnader på platsen, men staden återfick aldrig sin forna betydelse.

## Stadsliv och arkitektur

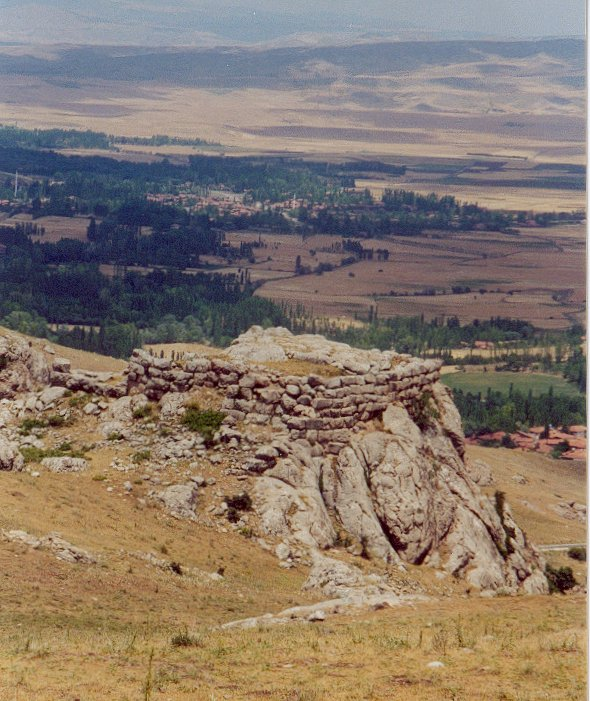
Bergsklippan Yenicekale i Hattusa.

Staden låg uppe på en bergskulle med flera naturliga klippor som var lätta att försvara. I omgivningarna fanns en bördig slätt där spannmål och grönsaker odlades. Den högre terrängen var även lämplig för bete av tamdjur som får, getter och kor. Jakt på vilda djur förekom, men tycks ha varit en sport förbehållen adeln. Nära staden fanns även skogar som gav bränsle och byggnadsmaterial. Flera mindre vattendrag fanns i närheten av Hattusa, men däremot ingen seglingsbar flod.
Hattusa var starkt befäst och omgavs av höga murar, vilka utvidgades flera gånger under stadens historia. Uppe på en av bergsklipporna låg kungaborgen, numera kallad Büyükkale. I övrigt dominerades staden av stora tempel till de hettitiska gudarna. Strax utanför staden låg Yazilikaya, en helig bergsklippa, med stenreliefer huggna direkt ur klippan. 
Den gamla hettitiska staden täckte en yta av 80 ha innanför murarna. Under den hettitiska imperietiden 1400-1200 f.Kr. växte staden till 180 ha med en befolkning på upp till 50 000 människor. De officiella byggnaderna och befästningarna var åtminstone delvis uppförda i sten, men huvuddelen av bebyggelsen var byggd av lertegel och timmer. Därför har större delen av stadens husruiner försvunnit.

## Den arkeologiska upptäckten
Ruinerna blev kända i Europa genom Charles Texiers upptäckt av dem 1834. Det dröjde dock till Hugo Winckler 1906-1912 utförde arkeologiska utgrävningar av ruinerna som man förstod att de utgjorde resterna efter Hettiternas huvudstad Hattusa. De arkeologiska utgrävningarna återupptogs 1931 av Kurt Bittel och har sedan fortsatt med avbrott för en tid i samband med andra världskriget.
De mest betydelsefulla fynden från Hattusa var de stora arkiven om totalt 30 000 lertavlor. Fynden innebar att det hettitiska språket upptäcktes, vilket hade stor betydelse för forskningen om indoeuropeiska språk. De hettitiska texterna gav även rik information om hettiternas kultur, litteratur och religion, samt hela Främre Orientens historia. Fynd från Hattusa förvaras numera på de arkeologiska museerna i Ankara och Istanbul. Utgrävningar pågår fortfarande på platsen.
Hattusa är en av de nio platser i Turkiet som Unesco förklarat världsarv.